# 伸港福安宮
24°09′45″N 120°29′20″E / 24.162501°N 120.488765°E
伸港福安宮，是位於臺灣彰化縣伸港鄉大同村的媽祖廟，為該鄉及鄰近線西與和美的信仰中心，其媽祖稱為「伸港媽」，遶境範圍為擴及和美鎮的伸港十八庄。

## 沿革
太平天國期間，咸豐四年（1854年），泉漳移民為避免戰亂到此建立家園，為求出海捕魚及經商平安，而去福建莆田湄洲請神來建立媽祖廟。媽祖稱為「舊塗葛堀港三媽」、「伸港媽」。
乙未戰爭後，廟身一度被日警佔用，後廟宇遭毀，日警遷至伸港的水尾街，至1920年在今廟址重建，1924年完工。戰後擴建為三殿式三開間的大廟。1959年5月15日起皆連三天，廟方舉行媽祖進駐一百周年慶，兼支持1959年西藏抗暴運動。之後又於1971年、1993年等連番擴建。1976年後殿竣工、1983年牌樓竣工。2000年11月17日重修正殿（聖母殿）、玉帝殿落成啟用，並同時舉安土祈安、 送大爐。

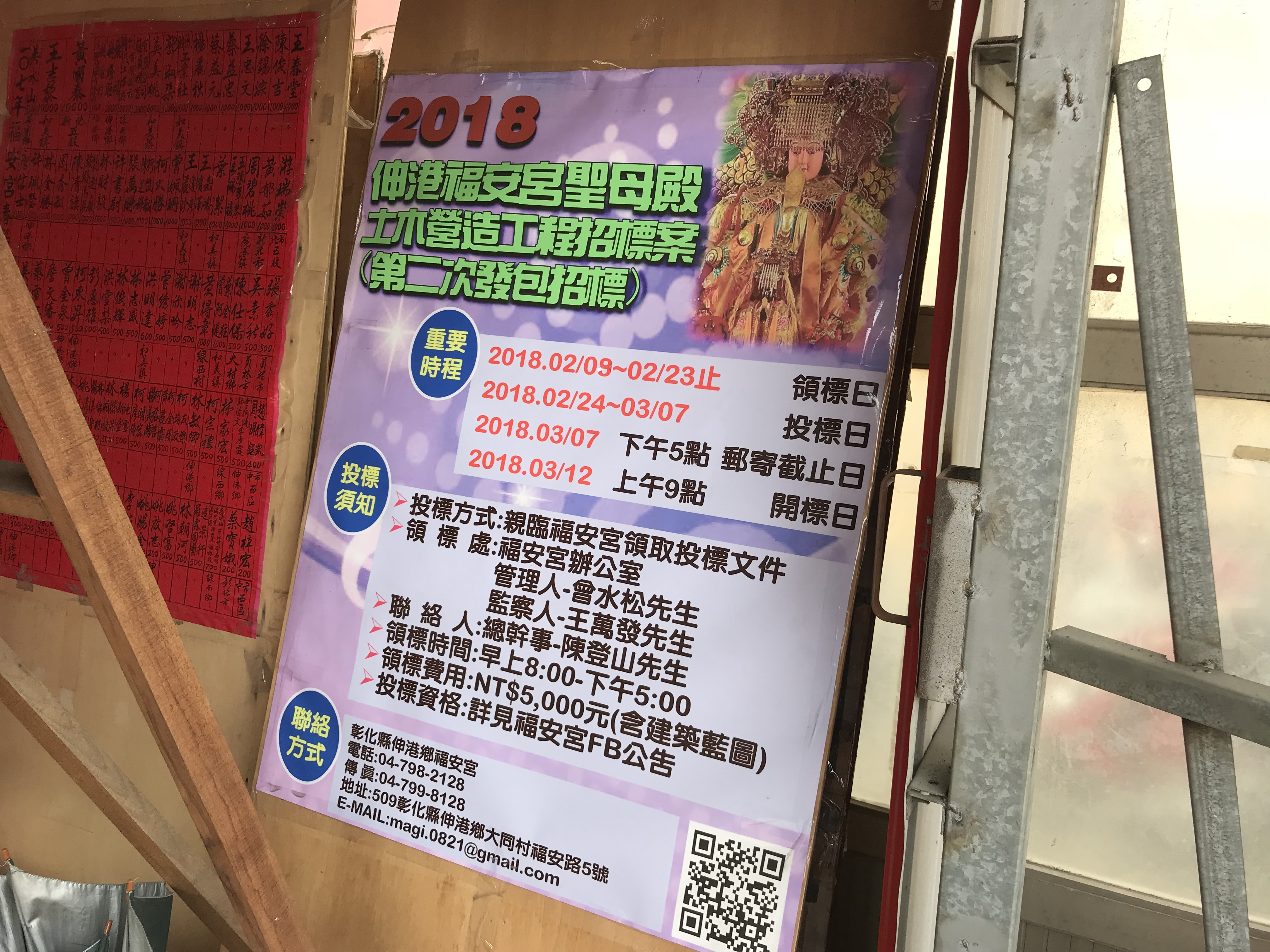
伸港福安宫在2018年的第二次招標工程告示。

2015年5月16日晚上約11點，此廟傳出火災，近千坪宮廟陷入火海導致正殿全毀。同月18日，確認開基媽祖僅剩木頭底座，已和鎮殿神像燒成黑炭。遭焚後，廟方請來在爐主家做客而唯一倖存的媽祖，騰出拜殿部份空間供信眾膜拜，且因發現正殿土地有部分屬於外人，遂延宕到2016年10月12日才開始動工重建。2018年4月4日，舉行聖母殿原地重建動工大典，原本預計花兩、三年時間重建，後因工程延宕施工時程不斷延長直至2024年，將於2024年12月22日進行入座儀式。
今廟址為大同村福安路5號。

## 祭祀
此廟為伸港鄉的信仰中心，也受和美鎮東溪底與紅瓦厝的庄頭民眾所信奉。其爐主由伸港鄉十四個村落及和美鎮的湖內里輪流擔任，香爐會輪流放在十八庄的庄頭廟裡與主神併祀一年，如2000年輪到庄頭廟為蚵寮村代天府、2018年為六塊寮泰元宮，至農曆十月舉行送爐。送回時，依例殺豬宰羊，以酬謝神明之佑，俗稱「迎、送大爐」。
自農曆四月會舉行稱為「伸港十八庄定營」的遶境與定營，早期為三天，其中兩天是媽祖遶境，最後一天為十八庄的十二座營頭作安營，後遶境安營都在同一天舉行。廟方主委曾水松說，此遶境已約九十年歷史。當地文史工作者陳智岳表示，該活動在日治時期也照常舉行。當天，福安宮媽祖和鄉內各廟宇神尊遶境十五個村里，搭配舞龍、舞獅等陣頭。隊伍先到彰化縣最北邊的村落全興村，布兵安下西北營，再沿濱二路海岸邊的草湖布兵置西南營，下午往伸港鄉汴頭村、和美鎮塗厝橋、大肚溪口野生動物保護區布兵安南營、東南營、東營、北營。晚間還有稱為「跑大轎」的儀式。
廟方也有參加彰化縣內十二間媽祖宮、為期十二天的聯合遶境活動，在2009年輪到主辦，定於媽祖得道升天紀念的農曆九月初九舉行，其餘十一間媽祖廟為彰化南瑤宮、芬園寶藏寺、員林福寧宮、枋橋頭天門宮、田中乾德宮、北斗奠安宮、溪州后天宮、埤頭合興宮、二林仁和宮、芳苑普天宮、王功福海宮。

## 傳說
福安宮的建立傳說，是昔日的塗葛堀港，泉州順安號船主蔡天慶在海上撿到一段五尺多長的香木，發生一連串的神跡後，利用香木雕刻成三尊媽祖並建立廟宇。蔡天慶又連絡鄉民柯天祿、柯鍚勳、黃天保等一起到湄洲，用此香木雕刻三尊媽祖像，完成後擲筊，結果在大、二、三媽祖聖像中，以三媽連擲十二聖筊，允許分香來臺灣，並設廟在今濱海大道。
當地對於派出所遷至水尾街的傳說解釋是媽祖因廟宇被日警計畫遷移，即令廟中五營神將的中壇元帥哪吒逼迫日警數年。還傳出日警因此患不治之症，村落也被燒四次，廟身也遭焚燒。
早期大肚溪因接近村落，氾濫成災，1934年村民扶媽祖神轎祈求，相傳大肚溪因此浮出沙洲，村民稱為「三媽移溪」。信徒還認為塗葛堀三媽曾驅除住在大肚溪底的一位女妖。
民視《台灣奇案》製作組將此廟媽祖傳說製作成電視劇，以擲筊遴選方式選定由縣議員曾煥彰妻子黃鈺蕊飾演媽祖，2001年7月10日在此廟開鏡。

## 外部連結
- 伸港福安宮的Facebook專頁